# Postcards from a Young Man
Postcards from a Young Man – dziesiąty album studyjny walijskiego zespołu Manic Street Preachers, wydany 20 września 2010.
Grupa zaczęła pracować nad płytą od października 2009 roku, pod roboczym tytułem It's Not War – Just the End of Love. Pierwszym singlem z tego albumu został "(It's Not War) Just the End of Love", wydany 12 września 2010 w formie downloadu na iTunes. Dzień później singel ten ukazał się w tradycyjnej formie (CDS oraz 7").

## Lista utworów
1. "(It's Not War) Just the End of Love"
2. "Postcards from a Young Man"
3. "Some Kind of Nothingness" (feat. Ian McCulloch)
4. "The Descent – (Pages 1 & 2)"
5. "Hazleton Avenue"
6. "Auto-Intoxication"
7. "Golden Platitudes"
8. "I Think I've Found It"
9. "A Billion Balconies Facing the Sun"
10. "All We Make Is Entertainment"
11. "The Future Has Been Here 4 Ever"
12. "Don't Be Evil"